# Tiếng Tây Ban Nha Rioplata

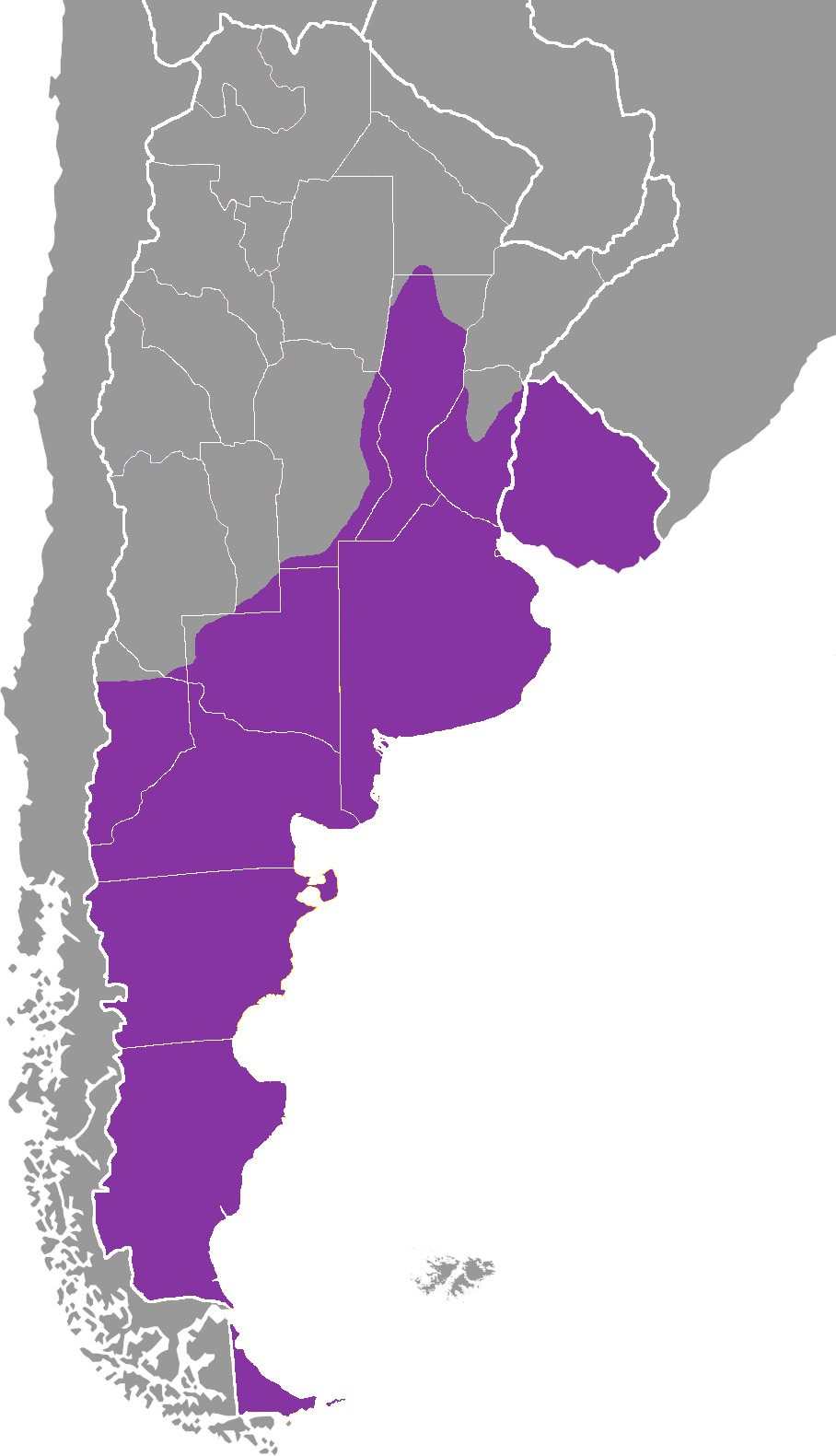
Khu vực gần đúng của tiếng Tây Ban Nha Rioplata với các biến thể Patagonia.

Tiếng Tây Ban Nha Rioplata hay còn gọi là tiếng Castila Rioplata là một phương ngữ tiếng Tây Ban Nha được nói chủ yếu xung quanh lưu vực Río de la Plata ở Argentina và Uruguay. Nó cũng được gọi là tiếng Tây Ban Nha Sông La Plata hoặc tiếng Tây Ban Nha Argentina. Nó là phương ngữ khác biệt nổi bật trong việc sử dụng voseo trong cả nói và viết; nhiều đặc điểm của tiếng Rioplata cũng được chia sẻ với các phương ngữ được nói ở Đông Bolivia, Chile và Peru. Phương ngữ này thường được nói với một ngữ điệu giống với tiếng Napoli ở miền Nam nước Ý, nhưng có những trường hợp ngoại lệ. Từ thường được sử dụng để gọi "tiếng Tây Ban Nha" ở Argentina là castellano (tiếng Castilla) và ở Uruaguay là español (tiếng Tây Ban Nha).
Vì tiếng Rioplata được coi là một phương ngữ của tiếng Tây Ban Nha, không phải là một ngôn ngữ riêng biệt, không có con số số người nói đáng tin cậy. Nói chung, người nói tiếng Tây Ban Nha bản ngữ lớn lên ở Uruguay hoặc phần lớn người Argentina được cho là nói tiếng Rioplata (ít nhất là không chính thức), ví dụ, người Mỹ sẽ được cho là nói tiếng Anh Mỹ, thay vì bất kỳ loại tiếng Anh nào khác. Tổng số người nói ở các khu vực này sẽ vào khoảng 25-30 triệu, tùy theo giới hạn và khoảng mở rộng.

## Phân bố
Tiếng Rioplata "có trụ sở" chủ yếu tại các thành phố Buenos Aires, Rosario, Santa Fe, La Plata, Mar del Plata và Bahía Blanca ở Argentina, những thành phố đông dân nhất trong khu vực phương ngữ, cùng với các vùng ngoại ô của chúng và các khu vực ở giữa và trong khắp Uruguay. Dạng tiếng Tây Ban Nha này cũng được tìm thấy ở các khu vực khác, tuy không gần gũi về mặt địa lý nhưng chịu ảnh hưởng văn hóa của các trung tâm dân cư đó (ví dụ, ở Paraguay và ở khắp Patagonia). Tiếng Rioplata là ngôn ngữ tiêu chuẩn trong phương tiện nghe nhìn ở Argentina và Uruguay. Ở phía bắc và phía đông bắc tồn tại tiếng lai Bồ Đào Nha Sông nước.

## Những ảnh hưởng đến ngôn ngữ
Người Tây Ban Nha đã mang ngôn ngữ của họ đến khu vực này trong thời Tây Ban Nha thuộc địa hóa châu Mỹ. Ban đầu, khu vực này là một phần của Phó vương quốc Peru, sau đó lưu vực Río de la Plata được nâng lên thành Phó vương quốc Río de la Plata vào năm 1776.
Cho đến khi người di cư ồ ạt vào khu vực này bắt đầu vào những năm 1870, ngôn ngữ ở Río de la Plata hầu như không bị ảnh hưởng từ các ngôn ngữ khác và chủ yếu mang tính địa phương. Argentina và Uruguay thường tuyên bố rằng người dân của họ, cũng như của Hoa Kỳ và Canada, bao gồm những người có nguồn gốc châu Âu tương đối gần đây là nhóm dân nhập cư lớn nhất đến từ Tây Ban Nha và Ý.

### Ảnh hưởng từ dân châu Âu nhập cư
Một số ngôn ngữ khác và đặc biệt là tiếng Ý, ảnh hưởng đến người Criollo Tây Ban Nha, bởi những người định cư và nhập cư đến Argentina và Uruguay:
- 1870-1890: chủ yếu là người nói tiếng Tây Ban Nha, Basque, Galicia, Bắc Ý, Bồ Đào Nha và một số người từ Pháp, Đức và các nước châu Âu khác.
- 1910-1945: một lần nữa từ Tây Ban Nha, Nam Ý, Bồ Đào Nha và với số lượng nhỏ hơn từ khắp châu Âu; Người Do Thái nhập cư chủ yếu đến từ Nga và Ba Lan từ những năm 1910 cho đến sau Thế chiến thứ II.
- Những người nói tiếng Anh đến từ Anh và Ireland không nhiều như người Ý (60% người Argentina có tổ tiên Ý ở mức độ nào đó) nhưng có ảnh hưởng trong ngành công nghiệp, kinh doanh, giáo dục và nông nghiệp. Người Anh nhập cư có ảnh hưởng trong tầng lớp trung lưu.

### Ảnh hưởng của dân cư bản địa ở Argentina
Khu định cư người châu Âu đã làm suy giảm dân số người Mỹ bản địa trước năm 1810 và cả trong quá trình mở rộng thành Patagonia (sau năm 1870). Tuy nhiên, sự tương tác giữa tiếng Tây Ban Nha và một số ngôn ngữ bản địa đã để lại dấu vết có thể nhận ra. Các từ từ tiếng Guaraní, ngôn ngữ Quechua và những tiếng khác đã hợp nhất vào dạng địa phương của tiếng Tây Ban Nha. 

## Ảnh hưởng đến tiếng Tây Ban Nha Chile
Trong tiếng Tây Ban Nha Chile có rất nhiều từ vựng chịu ảnh hưởng từ các phương ngữ Argentina cho thấy "uy tín thể hiện" nếu không thì không được thể hiện, vì hình ảnh của những thứ Argentina thường là tiêu cực. Những ảnh hưởng chạy qua các tầng lớp xã hội khác nhau ở Chile. Dân du lịch Argentina ở Chile trong mùa hè và dân du lịch Chile ở Argentina sẽ ảnh hưởng đến giọng nói của giới thượng lưu. Tầng lớp trung lưu Chile chịu ảnh hưởng từ tiếng Argentina khi xem bóng đá trên truyền hình cáp và khi xem các chương trình quảng bá của Argentina. La Cuarta, một tờ báo khổ nhỏ "phổ biến", thường xuyên sử dụng các từ và cách diễn đạt lunfardo. Thông thường người Chile không công nhận các từ này là từ mượn của Argentina, cho rằng chúng là các từ và cách diễn đạt của Chile. Mối quan hệ giữa phương ngữ Argentina và tiếng Tây Ban Nha Chile là một trong những "sự thẩm thấu bất đối xứng", trong đó, người Tây Ban Nha Chile sử dụng lời nói của các phương ngữ Argentina nhưng thường theo chiều ngược lại thì rất ít. Mặc dù vậy, người dân ở Santiago, Chile, đánh giá thấp tiếng Tây Ban Nha Argentina về "tính đúng đắn", thua xa tiếng Tây Ban Nha Peru được coi là dạng đúng đắn nhất.